# Platydexia maynei
Platydexia maynei là một loài ruồi trong họ Tachinidae.